# Битва при Сауле
Би́тва при Са́уле  (нім. Schlacht von Schaulen; латис. Saules kauja; лит. Saulės mūšis) — битва, що відбулася 22 вересня 1236 року в місцевості Сауле (Шауле) між балтськими язичниками і християнськими силами під проводом Ордену мечоносців. Основу балтського війська становили литовські жмудини та латвійські земгали. Сили Ордену складалися з німецьких хрестоносців, яких очолював магістр Фольквін, і союзників — русинів-псковичів і балтів-християн (естів, латгалів, лівів). Закінчилася великим розгромом мечоносців; в ході бою загинуло 48 братів-лицарів включно з магістром. Спричинила розформування Ордену мечоносців, що 1237 року став Лівонським відділом Тевтонського ордену. Описана у «Лівонській римованій хроніці». Одна із важливих подій Лівонського хрестового походу.

## Передумови
У другій половині літа 1236 року був організований хрестовий похід на Жемайтію, у якому брав участь Орден мечоносців та лицарі із Західної Європи. У війську хрестоносців були також християнізовані ести, ліви, латгали, а також 200 вояків із Пскова.

## Хід
Коли учасники походу вертались зі здобиччю назад, на них напали жемайти та земгали. На болотистій місцевості важка кіннота лицарів не змогла протистояти легкоозброєному противнику. У битві загинув магістр Фолькевін, 48 лицарів та значна кількість інших хрестоносців.

## Наслідки
В результаті поразки ордену проти нього повстали курші, земгали і сели. Він фактично втратив раніше завойовані землі на лівому березі Двіни. 
З псковського загону додому повернувся лише кожен десятий.
У 1237 році Лівонський орден змушений був об'єднатись із Тевтонським орденом. Жемайти на певний період позбулись загрози хрестових походів.

## Вшанування
2000 року парламенти Литви та Латвії постановили 22 вересня Днем балтійської єдності для вшанування пам'яті про перемогу литовсько-латвійських сил у битві при Сауле.